# Xinhua Zidian
Xinhua Zidian (chinês simplificado: 新华字典; chinês tradicional: 新華字典; pinyin: Xīnhuá zìdiǎn, que significa "novo dicionário de caracteres da China") é o um best seller entre os dicionários chineses e é o trabalho mais popular do mundo em obra de referência.
Esse dicionário publicado pela Commercial Press, usa o chinês simplificado e o pinyin.
O pinyin (拼音, pīnyīn) é o sistema de romanização usado oficialmente na República Popular da China para transcrever, no alfabeto latino, o dialeto Mandarim padrão da língua chinesa. O pinyin é uma tradução menos literal ou “soletração de sons”, "foneticismo”.
O dicionário está na 10ª edição e faz uso de 3.500 composições e inclui-os entre 11.200 logossilabários, incluindo os caracteres do chinês tradicional e suas variantes.
Sob a égide da Chinese Academy of Social Sciences, a People's Education Press publicou o original Xinhua Zidian em 1953. O lingüista e o lexicógrafo Wei Jiangong (魏建功, 1901-1980) era o editor chefe. Em 1957, a respeitada Commercial Press publicou sua primeira edição do Xinhua Zidian, que foi ordenado alfabeticamente na ordem do pinyin. Houve dez revisões subseqüentes, e é muito utilizado pelos estudantes chineses. Em 2004, o número de cópias publicadas excedeu os 400 milhões, fazendo do Xinhua Zidian o dicionário mais popular no mundo.
Além de sua versão popular concisa do Xinhua Zidian, a Commercial Press também publicou uma edição completa e um Dicionário Xinhua com Tradução Inglês (Yao Naiqiang - 2000, revisado por Paul Clark - 2001). Ademais, a Shanxi Education Press publicou uma edição pinyin do Xinhua Zidian com caracteres e transcrições ortograficamente precisas (Yi Ken'ichirō e outros - 1999).